# Jevons' paradoks
Inden for økonomi taler man om Jevons' paradoks eller Jevons-effekten (udtales:ˈdʒɛvənz), når teknologiske fremskridt eller politiske beslutninger øger den effektivitet, hvormed en ressource forbruges (og altså mindsker den nødvendige mængde af ressourcen til et bestemt brug), men faldende forbrugsomkostninger som følge heraf øger efterspørgslen, så det samlede ressourceforbrug øges snarere end mindskes. Jevons-effekten er måske det mest kendte paradoks inden for miljøøkonomi: beslutningstagere og miljøforkæmpere[kilde mangler] antager normalt, at effektivitetsgevinster vil sænke ressourceforbruget, idet man ikke tager højde for Jevons-effekten.
I 1865 bemærkede den engelske økonom William Stanley Jevons, at teknologiske forbedringer, der mindskede kulforbruget, i en lang række industrier førte til øget forbrug af kul. Han hævdede, at man i modsætning til almindelig sund fornuft ikke kunne stole på, at teknologiske fremskridt ville reducere brændstofforbruget. 
Spørgsmålet er blevet undersøgt på ny af nutidens økonomer, der studerer ændringer i forbrug som følge af forbedret energieffektivitet. Ud over at formindske den nødvendige ressourcemængde til en given anvendelse, sænker forbedret effektivitet også de relative omkostninger ved at bruge samme ressource, hvilket øger efterspørgslen. Dette modvirker (til en vis grad) reduktionen i brugen fra forbedret effektivitet. Derudover øger forbedret effektivitet realindkomsterne og skubber til den økonomiske vækst, hvilket yderligere øger efterspørgslen efter ressourcer. Jevons-effekten opstår, når effekten fra øget efterspørgsel dominerer, og den forbedrede effektivitet resulterer i en hurtigere ressourceudnyttelse.
Man debatterer ivrigt stigningen i energieffektivitet og betydningen af Jevons-effekten på energibesparelse. Nogle afviser effekten, mens andre er bekymrede for, at det kan være selvødelæggende at stræbe efter bæredygtighed ved at øge energieffektiviteten. Nogle miljøøkonomer har foreslået, at effektivitetsgevinster bør kombineres med bevaringspolitikker, der fastholder omkostningerne på samme (eller højere) niveau, for at undgå Jevons-effekten. Bevaringspolitikker, der øger omkostningerne (såsom CO2-kvoter eller grønne afgifter) kan bruges til at kontrollere rebound-effekten. 

## Historie
Jevons' paradoks blev først beskrevet af den engelske økonom William Stanley Jevons i hans bog fra 1865 The Coal Question. Jevons havde set, hvordan Englands forbrug af kul steg, efter at James Watt introducerede Watt-dampmaskinen, som havde meget bedre brændselsøkonomi end Thomas Newcomens tidlige dampmaskine. Watts forbedringer gjorde kul til en mere omkostningseffektiv energikilde, hvilket førte til øget brug af dampmaskinen i en lang række industrier. Dette øgede igen det samlede kulforbrug, selvom mængden af kul til den enkelte maskine faldt. Jevons hævdede, at forbedringer i brændstofeffektivitet har en tendens til at øge (i stedet for at mindske) brændstofforbruget, og skrev: "Det er en fejlopfattelse at antage, at økonomisk brug af brændstof fører til et reduceret forbrug. Det modsatte er sandheden." 
På den tid var mange briter bekymrede for, at man ville løbe tør for kul, men eksperter mente, at en forbedring af teknologien ville reducere kulforbruget. Jevons hævdede, at denne opfattelse var forkert, da yderligere stigninger i effektiviteten ville have en tendens til at øge brugen af kul. Derfor ville en forbedring af teknologien blot øge hastigheden, hvormed Englands kulforekomster blev udtømt, og altså ikke være en løsning på forsyningsproblemet.
Jevons-effekten er måske den mest kendte faldgrube inden for miljøøkonomi. Selvom Jevons kun var optaget af spørgsmålet om kul, er tankegangen siden blevet udvidet til at gælde enhver ressource, herunder f.eks. vandforbrug, men også interpersonel kontakt. Selvom begrebet rebound-effekt blev udviklet ud fra Jevons' oprindelige teori, har moderne økonomi udvidet betydningen, og dermed givet Jevons' effekt en mere præcis definition. Begrebet rebound-effekt bruges nu inden for en række discipliner og er kommet til at omfatte flere slags udfordringer og bivirkninger. Walnum et al. udførte en systematisk undersøgelse af rebound-effektforskningen og fandt den var tilstede på seks felter, nemlig inden for: socio-psykologi, økologisk økonomi, energiøkonomi, socio-teknologi, evolutionær økonomi og byplanlægning. Et syvende vigtigt felt, den industrielle økologi, er senere kommet til. Udvidelsen af slaveriet i USA efter opfindelsen af bomuldsgin'en er også blevet nævnt som et eksempel på effekten. Jevons-effekten findes også i socio-hydrologien, i den såkaldte reservoireffekt, hvor det at man bygger et vandreservoir for at mindske risikoen for vandmangel i stedet kan øge risikoen, da nemmere adgang til vand medfører, at området udvikles og vandforbruget øges. 